# مطار يندي
مطار يندي (إيكاو: DGLY) هو مطارٌ  يخدم مدينة يندي [الإنجليزية] ضمن المنطقة الشمالية في غانا [الإنجليزية].